# 돌간인
돌간인(러시아어: Долганы, 가끔은 долган, тыа-кихи, саха)은 타이미르 자치구와 크라스노야르스크 지방에 거주하는 투르크계 민족이다. 2002년의 조사에서 돌간인은 7,261명인데, 이중 5,517명이 타이미르 자치구에 거주한다.
돌간인들은 에벤키족 등 토착 민족이 튀르크화되어 형성된 민족으로, 대략 18세기경 튀르크어를 받아들인 것으로 추정된다. 언어학자들은 돌간인들의 언어인 돌간어가 야쿠트어의 방언이라고 여긴다.
이들은 에벤키인, 야쿠트인, 에네츠인과 동일하게 본래 레나강, 올레뇨크 강의 유역에서 살다가 18세기에 오늘날의 타이미르 지역으로 이동한 것으로 보인다.
기원적으로 돌간인들은 순록 유목이나 목축, 수렵으로 근근이 먹고 살았으나, 소련 시대에 콜호스에서 일하거나 정주하기 시작했다. 전통 종교는 샤머니즘이나 오늘날 대부분의 돌간인들은 러시아 정교회를 믿는다.

## 같이 보기
- 돌간어
- 야쿠트인